# Samuel Gustaf Hermelin
Pour les articles homonymes, voir Hermelin.
Samuel Gustaf Hermelin (né le 4 avril 1744 à Stockholm et décédé le 4 mars 1820) était un industriel, diplomate et cartographe suédois.
Samuel Gustaf appartenait également à la noblesse suédoise. Il a étudié l'exploitation minière à l'Université d'Uppsala. En 1782, il se rend aux États-Unis pour étudier les opérations minières. Il devient le premier ambassadeur de Suède aux États-Unis. Lorsqu'il revient en Suède, il possède une société minière en Laponie. Hermelin est élu membre honoraire étranger de l'Académie américaine des arts et des sciences en 1784.